# Teboulbou
Teboulbou (àrab: تبلبو, Tibulbū) és municipi de la governació de Gabès, al sud de Tunísia. Teboulbou es troba a la riba del mar Mediterrani i la seva platja s'estén uns 5 km. Originàriament era un poble de la rodalia de Gabès, a uns 3 km de distància, a la carretera que duu a Médenine, però com a conseqüència de l'expansió urbanística, ha acabat fusionant-se amb aquesta ciutat.

## Etimologia
El nom del poble és d'origen amazic.

## Economia
La seva economia es basa principalment en l'agricultura (olivera) i la pesca, amb alguna activitat industrial (marbres) i comercial menor.

## Història
La regió és poblada des d'època romana.
Hi ha les restes d'un «far», del qual en queden només algunes pedres escampades, que havia estat un referent per als viatgers de l'Àndalus i el Magreb que viatjaven al Xam. Abd-Al·lah at-Tijaní, un viatger d'època hàfsida, comenta en el seu relat del viatge: «لا نوم لا نوم ولا قرار / حتى أرى قابس والمنارة», ‘Ni dormir, ni dormir ni descansar, / fins que no veig Gabès i el far’.

## Patrimoni
A la zona hi havia hagut moltes qubbes o santuaris de sants locals, però la majoria han desaparegut amb l'expansió de la ciutat o estan en estat ruïnós. Al centre del poble antic de Teboulbou hi havia una zàwiya, dedicada a Sidi Bouali, però el seu estat és ruïnós. Al seu costat hi ha la mesquita que hauria estat el centre de l'antic poble, ja que arran d'unes obres als anys 1970 s'hi hauria descobert un antic cementiri.
En tota la regió és habitual trobar-hi restes de ceràmica d'època romana o púnica, així com altres objectes com ara pintes. A la zona de Chatt Hamrouni, a tocar la costa, la ceràmica hi és molt abundant, la qual cosa ha dut a pensar que no hagués estat un antic port comercial fenici.

## Administració
Forma una municipalitat o baladiyya, amb codi geogràfic 51 23 (ISO 3166-2:TN-12), creada per un decret del 26 de maig de 2016. La municipalitat s'estén per quatre dels set sectors o imades de la delegació o mutamadiyya de Gabès Sud (codi 51 53), a la qual està adscrita a nivell de delegacions:
- Teboulbou (51 53 51)
- El Medou (51 53 55)
- Limaoua (51 53 56)
- El Amazir (51 53 57)